# François Liénard de la Mivoye

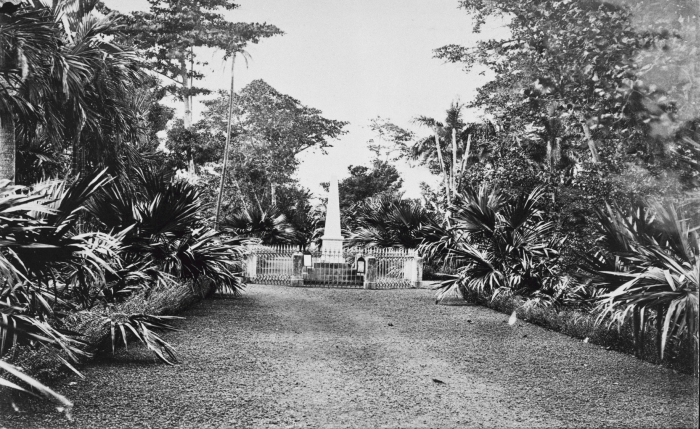
Liénard Obelisk im mauritischen Sir Seewoosagur Ramgoolam Botanical Garden

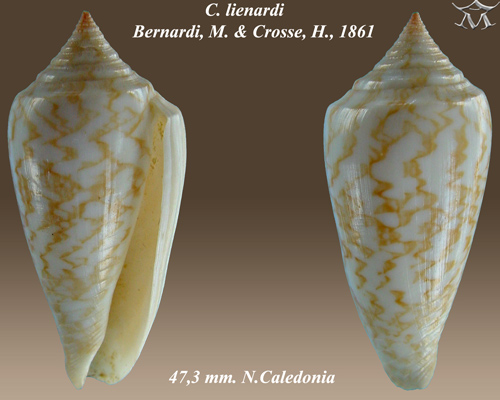
Entdeckte Tierart: Kegelschnecke Conus lienardi

François Liénard de la Mivoye (* 29. Juli 1782 in Visakhapatnam; † 6. November 1862 in Paris) war ein französisch-mauritischer Naturforscher, Ichthyologe, Zoologe und Seefahrer.

## Leben
Bis auf die Expeditionen, zum Beispiel die Expedition nach Frégate (Mauritius), welche er als Naturforscher unternahm, blieb er zeit seines Lebens auf Mauritius. Am 19. August 1807 heiratete er Marie Françoise Chapon in der heutigen Hauptstadt Mauritius Port Louis, mit der er zwei Kinder bekam: Élizé Liénard (2. September 1808, Port Louis) und Jules Victor Liénard (10. April 1811, Port Louis).
Am 11. August 1829 gründete er mit Charles Telfair, Wenceslas Bojer, Jacques Delisse und Julien Desjardins die Société d’histoire naturelle locale, welche im Jahr 1841 die Société royale des arts et des sciences de l’île Maurice wurde. François Liénard wurde eines von 30 Mitgliedern und Schatzmeister dieser Gelehrtengesellschaft. Die Organisation sendete regelmäßig Fisch-Exemplare, um den französischen Naturforscher Georges Cuvier bei seiner Arbeit am Werk Histoire naturelle des poissons (Naturgeschichte der Fische) zu unterstützen. Georges Cuvier beschrieb diese Fische in seinem 22-bändigen Werk, das nach seinem Tod von Achille Valenciennes vollendet wurde und zwischen 1829 und 1848 veröffentlicht wurde. Die Société royale des arts et des sciences de l’île Maurice wurde nach seinem Tod von Königin Victoria anerkannt und erhielt den Zusatz royale.
In seinem späteren Leben entdeckte Liénard bisher unbekannte Tierarten, zum Beispiel die Kegelschnecke Conus lienardi, die auch heute noch seinen Namen im Artepitheton trägt, oder die letztmalige Sichtung der mittlerweile ausgestorbenen Taggecko-Art Phelsuma gigas, die er im Jahr 1842 auf der Insel Frégate, einer der vielen, kleinen, vorgelagerten Inseln von Rodrigues, entdeckte und die Erstbeschreibung verfasste. Zwar hatte François Leguat diese Taggecko-Art schon im Jahr 1708 auf Rodrigues gesehen und beschrieben, die naturwissenschaftliche Benennung nach Linnés Systema naturae wurde aber erst ab 1758 üblich.
Zwischen 1841 und 1845 veröffentlichte Liénard über seine Forschungsarbeit drei Artikel.
In dem Sir Seewoosagur Ramgoolam Botanical Garden, einem botanischen Garten auf Mauritius, erinnert auch heute noch der 1860 aufgestellte Liénard Obelisk aus weißem Marmor an die Forschungsarbeit und das Leben von François Liénard de la Mivoye.

## Mitgliedschaften
1839 wurde Liénard de la Mivoye von Julien Desjardins als Mitglied Nummer 167 der Société Cuvierienne vorgestellt.